# Львівські Леви
«Львівські Леви» (англ. Lviv Lions) — клуб американського футболу з міста Львів. Віце - чемпіон України ("ULAF Superleague 2021).
Учасник : 
- чемпіонат України ULAF Superleague  .
- Eastern European American Football League (EEAFC)
- чемпіонат України–ULAF Flag Football

Домашні стадіони «Юність»(5 000) і  СКА (20 000).

## Історія

### Передумови виникнення
У 2010 році почалось формування команди. Був обраний тренер команди з фізичної підготовки  Юрій Слива. Було розпочато проведення перших тренуваннь за участю 10-ти гравців, а саме, індивідуальна робота над позиціями.

### Перші роки
На початку 2012 року було зіграно перший офіційний матч з Рівненською командою "Монархи". Після цікавого та корисного першого досвіду, команда  вирішила виходити за межі напіваматорського футболу й переходити на інший рівень. Вироблено та реформовано систему тренувань. Восени відбулась зустріч із наступним опонентом «Левів», що переросла у «Кубок Львова» з американського футболу в якій взяли участь такі відомі в Україні команди як «Вінницькі вовки», та «Ужгородські Лісоруби». Матчі проведені на кубку були чимось принципово новим і попри фізичне виснаження «Леви» відчули і смак поразки і перемог, обійнявши  друге місце. Наприкінці 2012 року делегація «Левів» відвідала щорічні збори Федерації Американського Футболу України в місті Київ, таким чином молода команда заявила про своє існування, та про серйозність своїх намірів.

### 2013
На початку 2013 року команда офіційно зареєструвалась. Також було проведено переговори з Федерацією Американського Футболу України і «Леви» отримали привілею взяти участь у Першій Лізі. Безумовно такий прорив був би неможливий якби президент Федерації Американського Футболу України Сергій  Кірієв не пішов на зустріч молодій команді.

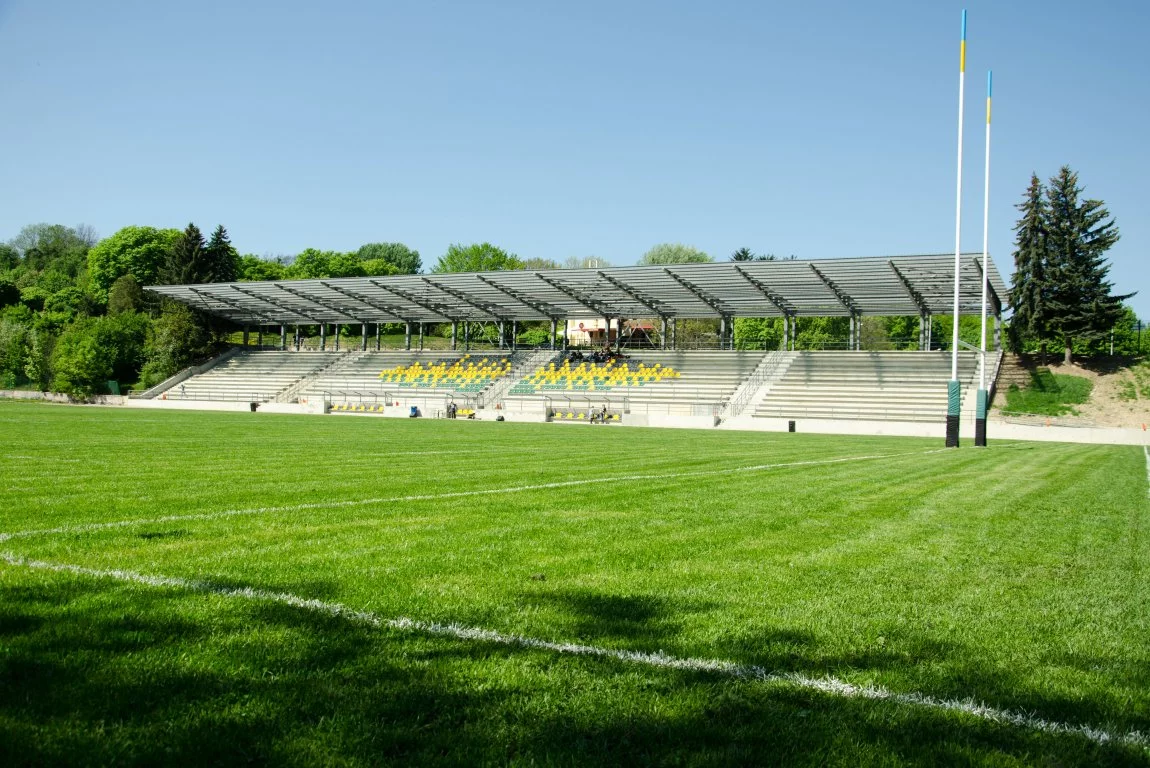
Стадіон «Юність», домашній стадіон «Левів»

У сезоні 2013 «Леви» здобули 4 місце, вийшовши на фінальний матч за 3 місце незважаючи на травми 55% основного складу команди.

### 2014
Головним тренером команди стає, професійний тренер з США   Джош Лансфорд (з англ. Josh Lunsford)
Офіційним спонсором команди стає компанія Tickets.ua
Партнером команди стає фітнес клуб "Форма"
За сезон 2014 "Леви" не програли жодної "домашньої" гри та здобули  2-ге місце в Першій Лізі Чемпіонату України.

### 2015
18 квітня 2015 року перша гра «Львівських Левів» в рамках Вищої Ліги Чемпіонату України з американського футболу.

### 2018
Титульним спонсором команди є компанія Perfectial.
У рамках Української Ліги Американського Футболу ULAF у Конференції А зайняли  перше місце у групі, набравши у підсумку 16 залікових балів та з різницею у 216 набраних залікових балів проти 66 пропущених, зайняли перше місце у конференції А, тим самим забезпечили собі вихід у стикові півфінальні матчі на вибування та  домашнє місце проведення півфінального матчу у м.  Львів , але через технічну поразку, спричинену відмовою Вікінгів (Миколаїв) від участі у півфіналі, Леви достроково вийшли у фінал де зіграли  з київськими "Патріотами" у рідному місті -  Львів  . Матч закінчився поразкою Левів 6-44 на користь Патріотів. Леви завоювали срібло  Чемпіонату України 2018 року. Після закінчення сезону 2018 головний тренер команди -  Роман Ткач - залишив клуб через позицію клубу стосовно результату виступу команди за підсумками сезону. Також вибули зі складу команди декілька гравців.
По закінченню чемпіонату України, львів'яни взяли участь у міжнародному турнірі з флаг-футболу Sentinels Open 2018 що відбувся у місті  Кишинів(Молдова), зайнявши четверте місце на турнірі.
Новим тренером команди став турецький спеціаліст  Ердал Бірінджі (з тур. Erdal Birinci).

### 2019
У рамках підготовки до основного турніру Української Ліги Американського Футболу ULAF Леви зіграли товариську гру з командою  Bears (Перемишль, Польща). Галичани перемогли з рахунком 14-0.
Вийшли в стадію плей-офф з другого місця Західного дивізіону Української Ліги Американського Футболу ULAF 2019. 
30 червня 2019 року у чвертьфіналі чемпіонату України  Леви поступилися давнім суперникам - Лісорубам (Ужгород) з рахунком 12-28 та достроково зняли з себе повноваження  діючого срібного призера Української Ліги Американського Футболу ULAF. По закінченню чемпіонату України, львів'яни вже традиційно взяли участь у міжнародному турнірі з флаг-футболу Sentinels Open 2019 що відбувся у місті  Кишинів (Молдова). Участь у турнірі брали команди з України  , Румунії  , Молдови  . На цей раз галичани підкорили своєю грою нову вершину та зайняли  перше місце на турнірі.

### 2020
15 січня на офіційній сторінці Facebook команда повідомила про припинення співпраці з головним тренером  Ердалом Бірінджі через незадовільний результат проробленої роботи за сезон 2019. Обов'язки тренувати команду взяв на себе вже відомий львівським вболівальникам американський спеціаліст  Джош Лансфорд.
17 лютого стало відомо, що команда візьме участь у розіграші Кубку Східної Європи(EEAFC), де суперниками "Левів" будуть команди з України, Польщі, Литви та Білорусі.
У рамках підготовки, наприкінці березня, галичани проведуть  товариську гру з командою Tytani (Люблін, Польща) у Львові.
У зв'язку з поширенням пандемії Covid-19 з 13 березня 2020 року почали діяти карантинні обмеження, що унеможливили проведення змагань до кінця 2020 року.

### 2021
29 березня 2021 року з'явилась офіційна інформація про відновлення сезону Чемпіонату Української Ліги Американського Футболу ULAF -  "ULAF Superleague 2021". Участь у Чемпіонаті України "ULAF Superleague 2021" приймуть 8 клубів, що розподілені на два дивізіони за географічним положенням.
У Дивізіоні Схід гратимуть:
- Харків "Атланти"
- Миколаїв "Вікінги"
- Одеса "Рейнджерс"
- Київ "Кепіталс".

У Дивізіоні Захід будуть змагатися:
- Львів "Леви"
- Вінниця  "Вовки"
- Київ "Слов'яни"
- Київ "Патріоти".

Матчі-відкриття пройшли у вікенд 15-16 Травня 2021 року.
Фінал  "ULAF Superleague Bowl 2021" відбувся у неділю 22-го Серпня 2021 року :  Київ "Кепіталс" приймали вдома "Левів"  Львів. Перемогу святкували кияни з рахунком 28-14.

## Керівний склад
- Президент клубу —  Дмитро Кушнір
- Головний тренер —  Джош Лансфорд  (2020)

## Досягнення клубу
- Чемпіонат України (Суперліга 11×11)

- -  Срібний призер (2): 2018, 2021
  -  Бронзовий призер (1): 2017

- Сезон 2013:  Львівські Леви вийшли в плей-офф Чемпіонату з 2 місця у Західному дівізіоні Першої Лігі ФАФУ та здобули 4 місце по результатах  Чемпіонату 2013 року.
- Сезон 2014:  Львівські Леви здобули 2 місце по результатах  Чемпіонату 2014 року.
- Сезон 2015: Львівські Леви вперше беруть участь в Вищій Лізі Чемпіонату України 2015 року.
- Сезон 2016:  Перемога у Чемпіонаті України з флаг-футболу у м.  Вінниця .
- Сезон 2017:  Бронзові медалі  Чемпіонату України Української Ліги Американського Футболу ULAF 2017 дивізіон В
- Сезон 2018: Вихід з першого місця з дивізіону А,  завоювання  срібла  Чемпіонату України Української Ліги Американського Футболу ULAF. 4 місце у міжнародному турнірі з флаг - футболу Sentinels Open 2018 у м.Кишинів (Молдова).
- Сезон 2019: Вихід у плей-офф з другого місця Західного дивізіону Української Ліги Американського Футболу ULAF, поразка у чвертьфіналі Української Ліги Американського Футболу ULAF 2019 та припинення участі  у турнірі.  Перемога у міжнародному турнірі з флаг - футболу Sentinels Open 2019 у м.Кишинів (Молдова).
- Сезон 2020: Леви не брали участь у Чемпіонаті Української Ліги Американського Футболу ULAF.
- Сезон 2021: Команда повернулась та перемогла у Західному дивізіоні Української Ліги Американського Футболу ULAF, завоювавши право виступити у півфіналі турніру з перевагою домашнього поля.У ½ фіналу Леви пройшли харківську команду " Атланти" та вийшли у фінал. У фіналі у запеклій боротьбі поступились київським "Кепіталз" та завоювали  срібні нагороди Чемпіонату Української Ліги Американського Футболу ULAF.